# Жіноча стать

Символ римської богині Венери використовується на позначення жіночої статі в біології. Він також позначає саму планету Венеру і є алхімічним символом міді

Жіноча стать (символ: ♀) — стать організму, що виробляє великі нерухомі яйцеклітини, тип гамет (статевих клітин), яка з'єднується з чоловічою гаметою під час статевого розмноження.
Особини жіночої статі мають більші гамети ніж чоловічої. Самиці і самці є наслідком анізогамної системи розмноження, в якій репродуктивні клітини мають різний розмір, на відміну від ізогамії, де вони однакові за розміром. Точний механізм еволюції жіночих гамет залишається невідомим.
У видів, особини яких поділяються на самок і самців, визначення статі залежить від або хромосом, або від умов навколишнього середовища. Більшість самок ссавців, включно з жінками в людей, мають 2 X-хромосоми. Ознаки самок різняться між відмінними видами, причому деякі види мають яскраво виражені жіночі властивості, наприклад наявність яскраво виражених молочних залоз у ссавців.
Слово жіночий або жінка може означати не лише стать, а й «гендер»[джерело?].

## Визначальні ознаки
Самиці виробляють яйцеклітини, більші гамети у гетерогонній репродуктивній системі, тоді як менші і зазвичай рухливі гамети, сперматозоїди, виробляються самцями. Загалом, самиці не можуть розмножуватися статево без доступу до чоловічих гамет, і навпаки, але в деяких видах самиці можуть репродукувати себе безстатево, наприклад через партеногенез.
Моделі статевого розмноження охоплюють:
- Ізогамні види з двома або більше типами спаровування з репродуктивними клітинами подібної форми та поведінкою (але різними на молекулярному рівні),
- Анізогамні види з репродуктивними клітинами, які називаються гаметами, чоловічого і жіночого типу,
- Оогамні види, куди входять люди, у яких жіноча гамета набагато більша за чоловічу і нездатна рухатися. Оогамія є формою анізогамії[7]. Існує думка, що ця модель була зумовлена фізичними обмеженнями на механізми, за допомогою яких дві гамети збираються разом, що необхідно для статевого розмноження[8].

За винятком визначальної відмінності у типі виробленої гамети, відмінності між чоловіками та жінками в одній філогенетичній лінії не завжди можна передбачити за відмінностями в іншій. Модель не обмежується лише тваринами; яйцеклітини виробляються хітридіомікотовими грибами, діатомовими водоростями, ооміцетами і наземними рослинами, між інших. У рослин словами самиця і самець позначають не лише організми і структури, що виробляють яйцеклітини і сперму відповідно, а й структури спорофітів, які дають початок рослині чоловічої або жіночої статі[джерело?].

## Еволюція
Питання про те, як еволюціонували жінки, є головним чином питанням, чому еволюціонували чоловіки. Перші організми розмножувалися безстатево, зазвичай поділом навпіл, при якому клітина самоподіляється на дві половини. Якщо суворо брати до уваги лише числа, то вид, який наполовину самці і наполовину самиці, може дати вдвічі менше потомства, ніж безстатева популяція, тому що тільки самиці дають потомство. Окрім того, бути чоловіком також може вимагати значних витрат, наприклад, у яскравих сексуальних проявах у тварин (наприклад, великі роги або різнокольорове пір'я) або потреба виробляти величезну кількість пилку як рослина, щоб отримати шанс запліднити самицю. І все ж, незважаючи на «вартість» чоловіка, цей процес має бути певною перевагою.
Переваги пояснюються еволюцією анізогамії, яка призвела до еволюції чоловічих і жіночих функцій. До еволюції анізогамії типи спаровування у видів були ізогамними: репродуктивні клітини однакового розміру й обидві могли рухатися, поділені лише на типи «+» або «-». В анізогамії репродуктивні клітини називаються гаметами. Жіноча гамета більша за чоловічу і зазвичай нерухома. Анізогамія залишається погано вивченою, оскільки немає скам'янілостей про її виникнення. Існують численні теорії щодо того, чому виникла анізогамія. Багато з них об'єднує те, що більші жіночі гамети мають більше шансів вижити, а менші чоловічі гамети з більшою ймовірністю знайдуть інші гамети, оскільки вони можуть пересуватися швидше. Сучасні моделі часто не можуть пояснити, чому ізогамія все ще залишається у кількох видів. Здається, що анізогамія багаторазово еволюціонувала з ізогамії; наприклад, самиці Хламідомонадових (тип зелених водоростей) еволюціонував із плюсового типу спаровування. Хоча статева еволюція розпочалася щонайменше 1,2 мільярда років тому, відсутність анізогамних скам'янілостей ускладнює визначення часу еволюції самок.
Жіночі статеві органи (у тварин називаються геніталіями) варіюються в залежності від виду, а іноді різняться навіть усередині одного виду. Еволюція жіночих статевих органів залишається недостатньо вивченою в порівнянні з чоловічими, що відображає нині застаріле переконання, що жіночі геніталії менш різноманітні, ніж чоловічі, і, отже, менш корисні для вивчення. Труднощі з доступом до жіночих статевих органів також ускладнили їх вивчення. Нова 3D-технологія спростила дослідження жіночих статевих органів. Геніталії розвиваються дуже швидко. Існує три основні гіпотези щодо того, що впливає на еволюцію жіночих статевих органів: замок-і-ключ (статеві органи повинні відповідати одне одному), загадковий жіночий вибір (самиці впливають на те, чи зможуть самці їх запліднити) і статевий антагонізм (свого роду статева гонка озброєнь). Існує також гіпотеза, що еволюція жіночих статевих органів є результатом плейотропії, тобто неспоріднені гени, на які впливають умови навколишнього середовища, такі як нестача їжі, також впливають на статеві органи. Навряд чи ця гіпотеза стосується значної кількості видів, але природний добір взагалі відіграє певну роль в еволюції жіночих статевих органів.

## Символ
Символ ♀ (Юнікод: U+2640 Alt-код: Alt+12), коло з невеликим хрестом знизу, зазвичай використовується на позначення жіночої статі. Жозеф Жюст Скалігер колись припустив, що символ пов'язаний з Венерою, богинею краси. бо воно нагадує бронзове дзеркало з ручкою, але сучасні вчені вважають це вигадкою і найбільш усталеною точкою зору є те, що жіночий і чоловічий символи походять від скорочень грецьким письмом грецьких назв планет Марс і Венера.

## Самиці різних видів
Види, особини яких поділяються на самців та самок, класифікуються як роздільностатеві у тварин, як дводомні в насінних і як однодомні у криптограм:82.
Коли самиці співіснують із гермафродитами, це називають гінодієція. Вони також можуть співіснувати з самцями і гермафродитами, тоді це буде триєція. У Thor manningi, первинні самиці співіснують із первинними самцями і протандріальними гермафродитами.

### Самиці ссавців

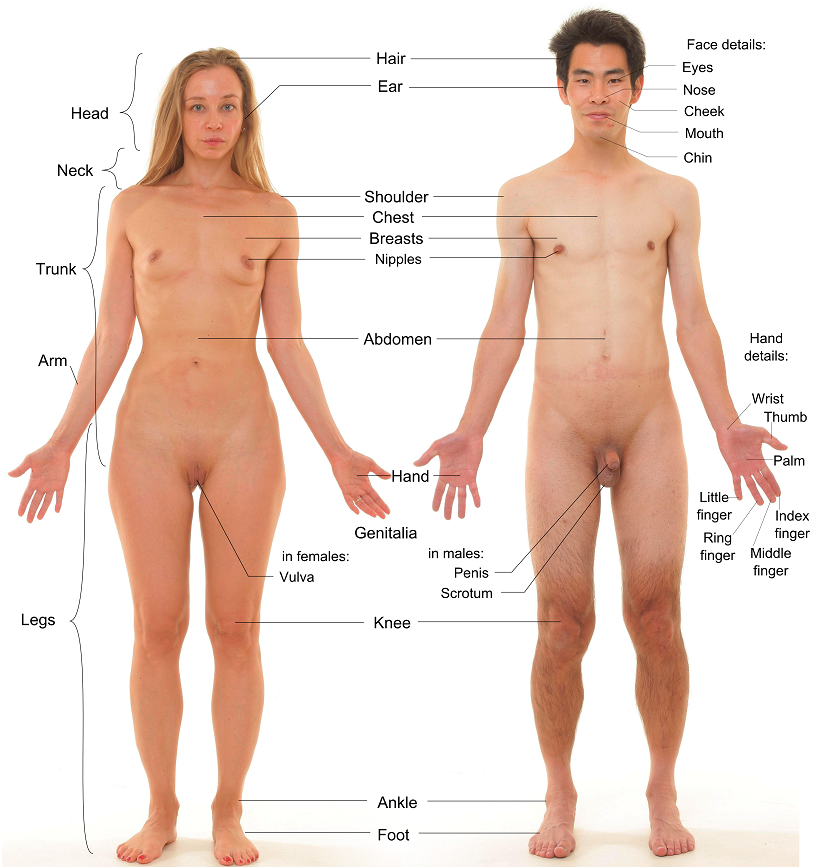
Фотографія дорослої жінки з дорослим чоловіком для порівняння. Зверніть увагу, що в обох моделях частково поголене волосся на тілі; наприклад, чисто виголені лобкові ділянки

Характерною рисою класу Ссавці є наявність молочних залоз. Молочні залози — це модифіковані потові залози, які виробляють молоко, яке використовується для годування немовлят деякий час після народження. Лише ссавці виробляють молоко. Молочні залози дуже помітні в людей, оскільки жіночий людський організм зберігає велику кількість жирової тканини біля сосків, в результаті чого груди виділяються. Молочні залози є в усіх ссавців, хоча зазвичай вони зайві у самців цього виду.
Більшість самок ссавців мають 2 X-хромосоми, тоді як чоловіки мають лише одну X і одну меншу Y-хромосому; деякі ссавці, такі як качкодзьоб, мають різні комбінації. Одна з жіночих X-хромосом випадковим чином інактивується у кожній клітині плацентарних ссавців, тоді як успадкована саме від батька X-хромосома інактивується у сумчастих. У птахів і деяких рептилій, навпаки, самиця є гетерозиготною і несе Z- та W-хромосому, тоді як самець має дві Z-хромосоми. У ссавців самиці можуть мати статеві хромосоми XXX або X0.
Самиці ссавців виношують живих дитинчат, за винятком самок однопрохідних, які несуть яйця. Деякі види нессавців, такі як гупі, мають аналогічні статеві структури; і деякі інші нессавці, такі як деякі акули, також виношують живих дитинчат.
При визначенні статі для ссавців жіноча стать є статтю за замовчуванням, тоді як у тополь такою є чоловіча.

## Визначення статі
Стать конкретного організму може бути визначена низкою факторів. Вони можуть бути генетичними або екологічними, або можуть змінюватися природним чином протягом життя організму. Хоча більшість видів мають лише дві статі (чоловічу або жіночу), тварини-гермафродити, такі як черви, мають як чоловічі, так і жіночі репродуктивні органи.

### Генетичне визначення
Стать більшості ссавців, включно з людьми, генетично визначається XY-системою визначення статі, у якій чоловіки мають XY (проти жіночих XX) статеві хромосоми. У ссавців самиці можуть мати статеві хромосоми XXX або X0. У різних видів, включаючи людей, також можливо бути XX чоловіком або мати інший каріотип. Під час розмноження, чоловік може дати або X сперму, або Y сперму, тоді як жінка може дати лише X яйцеклітину. Y сперма і X яйцеклітина в результаті дають дитину чоловічої статі, тоді як X сперма і X яйцеклітина дають жіночої.
Частина Y-хромосоми, яка відповідає за чоловічість, є областю, що визначає стать, на Y-хромосомі, SRY. SRY активує SOX9, який утворює петлі прямого зв'язку з FGF9 і PGD2 у гонадах, дозволяючи рівням цих генів залишатися достатньо високими, щоб викликати чоловічий розвиток; наприклад, FGF9 відповідальний за розвиток сім'яних канатиків і множення клітин Сертолі, обидва з яких мають вирішальне значення для статевого розвитку чоловіків.
ZW-систему визначення статі, у якій особини чоловічої статі мають ZZ (проти ZW у жіночої статі) статеві хромосоми, можна знайти у птахів, деяких комах (здебільшого в метеликів) і інших організмах. Представники ряду комах Перетинчастокрилі, такі як мурашки і бджоли, часто визначаються гаплодиплоїдією, у якій більшість самців є гаплоїдами, а самиці й деякі стерильні самці є диплоїдами. Однак фертильні диплоїдні самці все ще можуть виникати в деяких видів, таких як Cataglyphis cursor.

### Екологічне визначення
У деяких видів рептилій, таких як алігатори, стать визначається температурою, при якій висиджується яйце. Інші види, такі як деякі равлики, практикують зміну статі: дорослі спочатку є чоловіками, а потім стають жінками. У тропічних риб-клоунів домінуючий індивід у групі стає жінкою, а інші — чоловіками.
У багатьох членистоногих стать визначається зараженням паразитичними ендосимбіотичними бактеріями роду Wolbachia. Бактерія може передаватися тільки через інфіковані яйцеклітини і наявність обов'язкового ендопаразита може бути необхідною для сексуальної життєздатності самиці.